# Ophiusa auricularis
Ophiusa auricularis är en fjärilsart som beskrevs av Jacob Hübner 1802. Ophiusa auricularis ingår i släktet Ophiusa och familjen nattflyn. Inga underarter finns listade i Catalogue of Life.